# Alosa saposchnikowii
Alosa saposchnikowii is een straalvinnige vissensoort uit de familie van haringen (Clupeidae). De wetenschappelijke naam van de soort is voor het eerst geldig gepubliceerd in 1887 door Grimm.